# Xysticus tenebrosus
Xysticus tenebrosus là một loài nhện trong họ Thomisidae.
Loài này thuộc chi Xysticus. Xysticus tenebrosus được miêu tả năm 1944 bởi Silhavy.